# Gyrophaena williamsi
Gyrophaena williamsi – gatunek chrząszcza z rodziny kusakowatych i podrodziny rydzenic.

## Taksonomia
Gatunek ten opisany został po raz pierwszy w 1935 roku przez Andreasa Stranda.

## Morfologia
Chrząszcz o wydłużonym ciele długości od 1,6 do 2,3 mm. Głowa jest brązowa, 1,7 raza szersza niż dłuższa, zaopatrzona w wyłupiaste oczy. Barwa czułków jest w całości żółta. Ich człony od szóstego do dziesiątego są wyraźnie szersze niż dłuższe. Przedplecze jest rudożółte do ciemnobrązowego. Jego powierzchnię cechuje lustrzany połysk i praktyczny brak mikrorzeźby. Po bokach linii środkowej przedplecza występują zwykle szeregi punktów. Pokrywy są rudożółte, czasem nieco zaciemnionymi tylnymi kątami. Punktowanie w wewnętrznych połowach pokryw jest drobne i rozproszone. Kolor odnóży jest żółtawy do pomarańczowego. Odwłok ma ubarwienie rudożółte z przyciemnionym czwartym tergitem.

## Ekologia i występowanie
Owad rozmieszczony na obszarach lesistych. Bytuje w owocnikach grzybów, np. w maślakach zwyczajnych, rycerzykach czerwonozłotych i klejkach lepkich.
Gatunek palearktyczny, europejski, znany jest z Wielkiej Brytanii, Francji, Belgii, Holandii, Niemiec, Szwajcarii, Austrii, Włoch, Danii, Szwecji, Finlandii, Polski, Czech, Słowacji, Bułgarii i północnoeuropejskiej części Rosji, w tym Karelii, na północy osiągający koło podbiegunowe.